# SEAT Terra
De SEAT Terra was een compacte bestelwagen van de Spaanse autofabrikant SEAT en was een evolutie van de SEAT Trans.
Bij het evolueren van de SEAT Panda, waarvan het model was afgeleid, kreeg de SEAT Trans de wijzigingen van de nieuwe SEAT Marbella en zo ontstond de SEAT Terra.

## Geschiedenis
De SEAT Trans werd door SEAT geproduceerd van 1980 tot 1986. Dit model was een eigen ontwikkeling van de Spaanse fabrikant, er was geen soortgelijke versie afgeleid van de Italiaanse Fiat Panda. De Trans was gebaseerd op het Panda-platform dat in januari 1980 in Italië werd gelanceerd. De achterste carrosseriehelft is qua concept gelijk aan de door Fiat ontwikkelde Fiat Fiorino uit 1977, die gebaseerd was op de Fiat 127. Het mechanische gedeelte van de SEAT was gelijk aan dat van de Panda 45, de motor van 903 cc was aangepast om te kunnen draaien op normale benzine met een laag octaangetal, zoals dat destijds in Spanje werd gebruikt. Het vermogen was beperkt tot 42 DIN-pk.
De SEAT Terra was een evolutie van de SEAT Trans, gedwongen door de relatiebreuk tussen Fiat en het Spaanse merk. SEAT zag zich genoodzaakt om het hele gamma auto's dat door het Italiaanse merk was ontworpen te vernieuwen en te hernoemen. Fiat had SEAT voor de rechter gedaagd vanwege plagiaat van zijn modellen, de SEAT 127 was met minimale veranderingen omgedoopt tot SEAT Fura en de SEAT Ronda was nauw verwant aan de Fiat Ritmo. Het Spaanse bedrijf wilde niet opnieuw risico lopen en onderhandelde met Fiat over de voortzetting van de licentie gedurende 10 jaar voor de productie van de Panda, die omgedoopt zou worden tot Marbella. Vanaf dat moment begon SEAT namen van Spaanse steden te gebruiken voor haar modellen. De naam van deze bestelwagen was afkomstig van de Catalaanse regio Terra Alta.
De Terra werd geproduceerd van 1987 tot 1996 en werd aangedreven door de bestaande 903 cc benzinemotor of door een 1398 cc dieselmotor van Volkswagen. De Terra had als basis het onderstel en de voorzijde van de Marbella. De achterzijde bestond uit een vierhoekige laadruimte. Tevens was er een rek boven op de cabine met ruimte voor extra lading. De Terra was heel populair in Spanje en werd ook geëxporteerd, tot hij werd opgevolgd door de SEAT Inca.

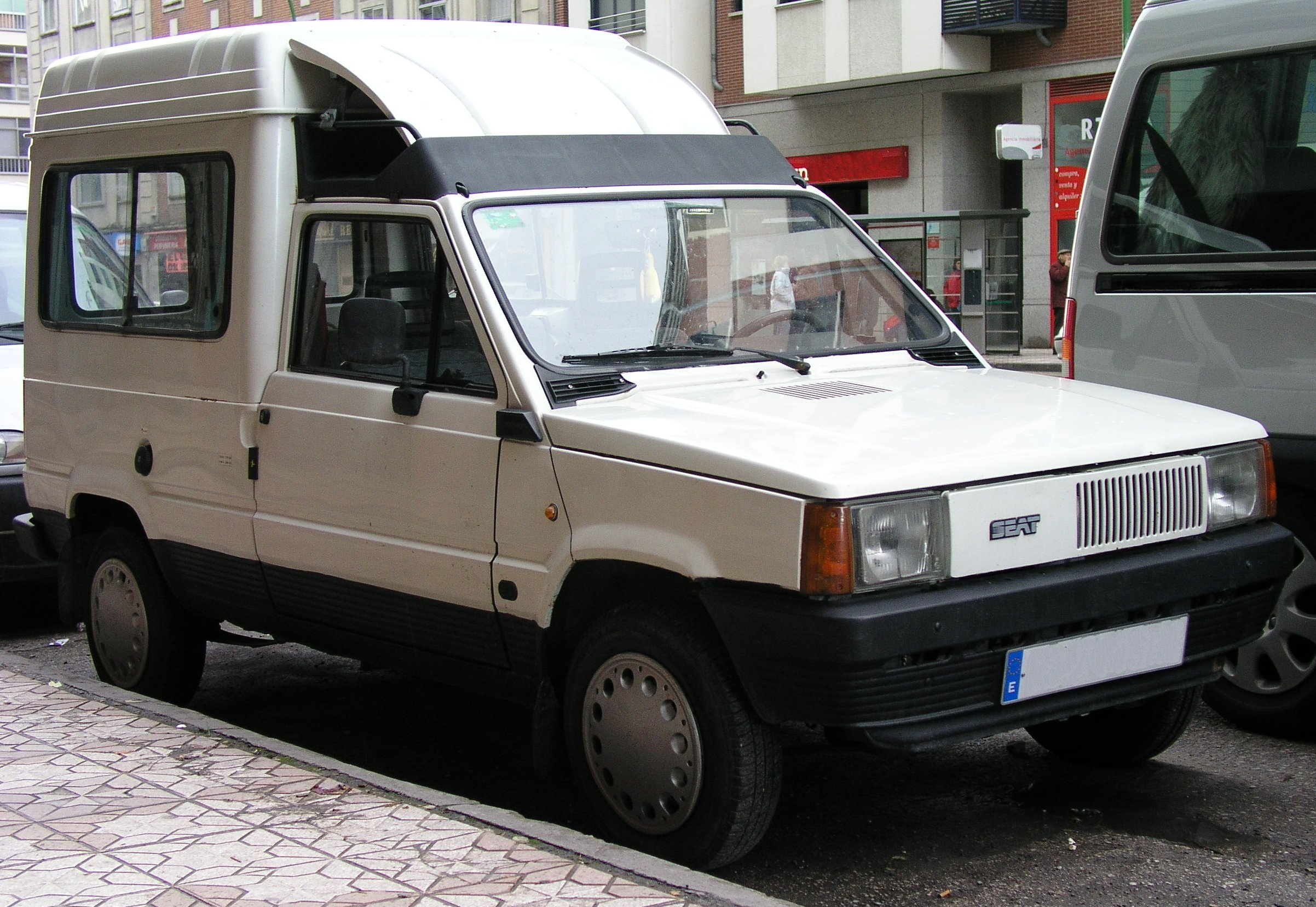
SEAT Trans
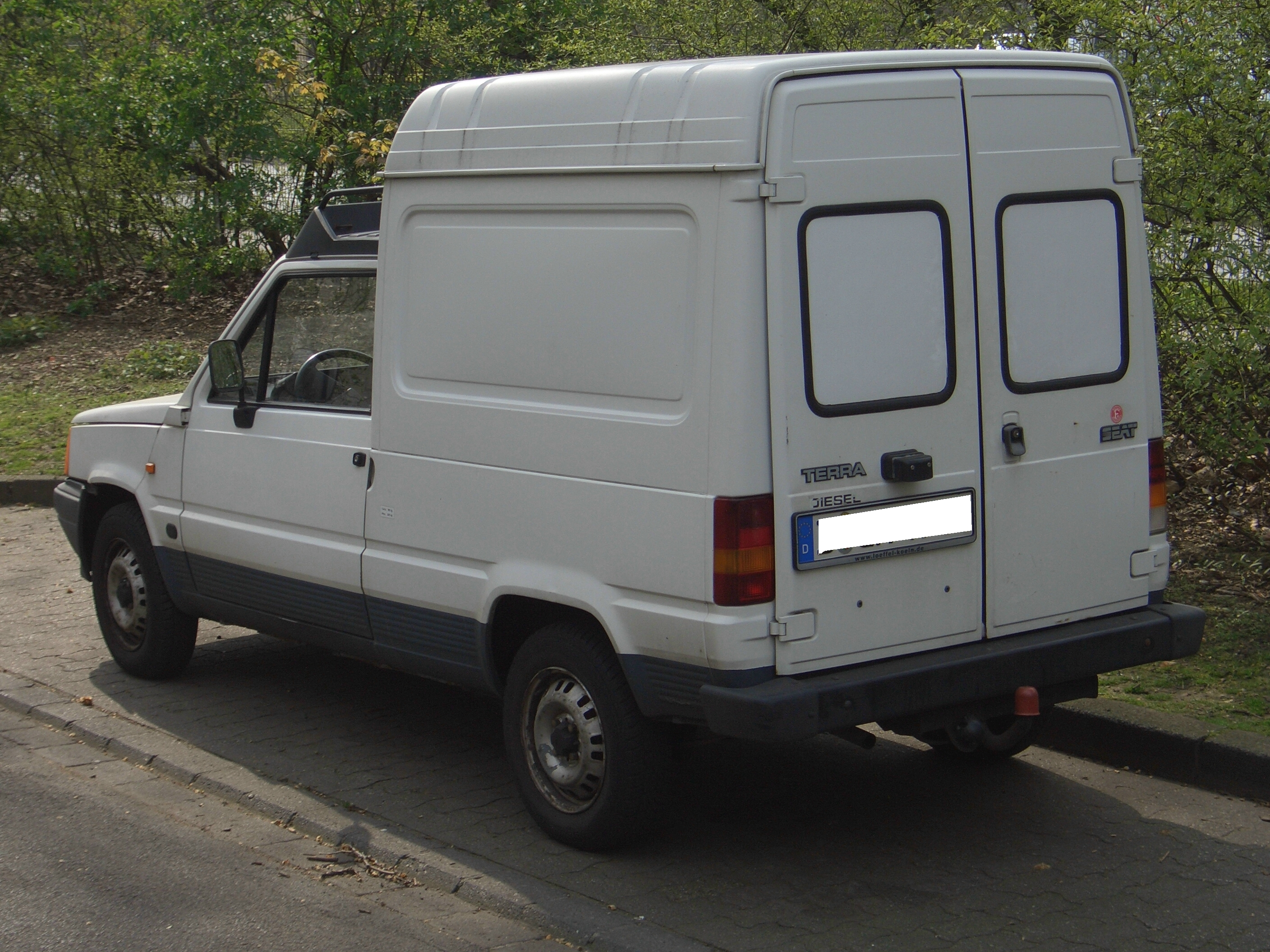
SEAT Terra, achterzijde
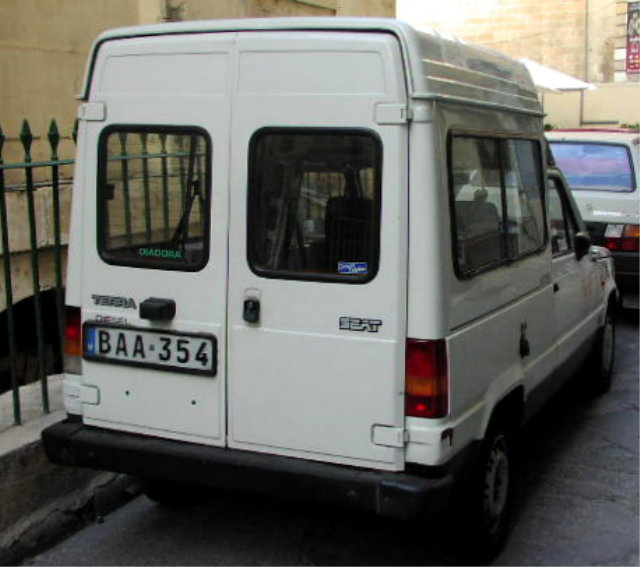
SEAT Terra personenauto

Huidige modellen:
Ibiza · 
Arona ·
Leon ·  
Ateca ·
Tarraco
Oudere modellen:
600 · 
850 · 
1200 · 
1400 · 
1430 · 
1500 · 
124 · 
127 · 
128 · 
131 · 
132 · 
133 · 
Ritmo · 
Ronda · 
Fura · 
Málaga · 
Panda · 
Marbella · 
Terra · 
Inca · 
Arosa · 
Córdoba · 
Toledo · 
Altea (XL) · 
Exeo · 
Alhambra ·
Mii